# Kawasaki Z 800
Die Kawasaki Z 800 ist ein Naked Bike des japanischen Herstellers Kawasaki und wurde von 2013 bis 2016 als Nachfolger der Z 750 gebaut. Während der Rahmen übernommen und weiterentwickelt worden ist, hat man den Motor deutlich überarbeitet. Die Bohrung der Zylinderköpfe wurde vergrößert, gleichzeitig wurden die Kolben verkürzt und die Ölkühlung wurde verbessert. Eine neu konzipierte Abgasanlage komplettierte die Änderungen. Die Optik wurde durch verschiedene Maßnahmen wie Lampenverkleidung und Rahmenanbauten deutlich aggressiver gestaltet. Laut Betriebsanleitung verfügt das Motorrad über einen ab Werk integrierten Unfalldatenspeicher.

## Z800 2013 – 2016 (intern ZR800A, mit ABS ZR800B)
- Gemischaufbereitung wird durch eine zweite, elektronische geregelte, Drosselklappe unterstützt
- Drei-Wege-Katalysator (geregelt) / erfüllt Euro 3
- komplett digitale Instrumentenanzeige
- Radaufhängung vorn 41-mm-Upside-Down-Gabel, Zugstufendämpfung und Federbasis einstellbar
- Radaufhängung hinten Bottom-Link-Uni-Trak mit Gasdruck Zentralfederbein Zugstufendämpfung und Federbasis stufenlos einstellbar

## Z 800 e 2013 – 2016 (intern ZR800C, mit ABS ZR800D)
Die Z 800 e ist eine leistungsreduzierte Version der Z 800.
- Gemischaufbereitung wird durch eine zweite, elektronische geregelte, Drosselklappe unterstützt
- Drei-Wege-Katalysator (geregelt) / erfüllt Euro 3
- komplett digitale Instrumentenanzeige
- Radaufhängung vorn 41-mm-Upside-Down-Gabel
- Radaufhängung hinten Bottom-Link Uni-Trak mit Gasdruck-Zentralfederbein, Federbasis 7-fach einstellbar

## Technische Daten

### Allgemein
| Tankinhalt           | 17 l   |
| Gewicht (fahrbereit) | 229 kg |

### Motor
| Zündfolge (links nach rechts) | 1-2-4-3                                                                         |
| Gemischaufbereitung           | Kraftstoffeinspritzung, 34 mm Drosselklappen mit Sekundärklappen                |
| Zündanlage                    | Batterie-Spulen-Zündung (Transistorzündanlage)                                  |
| Zündzeitpunkt                 | elektronische Verstellung 10° vor OT bei 1.100/min bis 37° vor OT bei 5.000/min |
| Ölmenge                       | 3,8 l (trocken); 3,3l (mit Filterwechsel); 3,2 l (ohne Filterwechsel)           |
| Öltyp                         | API SG, SH, SJ, SL oder SM mit JASO MA, MA1 oder MA2                            |
| Ölviskosität                  | SAE 10W-40                                                                      |
| Kühlmittelmenge               | 2,9 l                                                                           |

### Getriebe
| Bauweise            | 6 Gänge                                         |
| Kupplungssystem     | mechanisch betätigte Mehrscheiben-Ölbadkupplung |
| Antriebssystem      | Kettenantrieb                                   |
| Primärübersetzung   | 1,714 (84/49)                                   |
| Sekundärübersetzung | 3,000 (45/15)                                   |
| Gesamtübersetzung   | 5,633 (höchster Gang)                           |
| Getriebeabstufung:  |                                                 |
| 1. Gang             | 2,571 (36/14)                                   |
| 2. Gang             | 1,941 (33/17)                                   |
| 3. Gang             | 1,556 (28/18)                                   |
| 4. Gang             | 1,333 (28/21)                                   |
| 5. Gang             | 1,200 (24/20)                                   |
| 6. Gang             | 1,095 (23/21)                                   |

### Elektrische Anlage
| Batterie                 | 12 V 8 Ah                     |
| Scheinwerfer (Fernlicht) | 12 V 55 W H7                  |
| Scheinwerfer (Fahrlicht) | 12 V 55 W H7                  |
| LED-Rücklicht/Bremslicht |                               |
| Lichtmaschine            | 30,1A / 14,0V bei 5.000 min−1 |